# ...a Pierangelo Bertoli
...a Pierangelo Bertoli è una raccolta inedita di brani di Pierangelo Bertoli interpretati da numerosi gruppi e cantanti.
L'unica canzone mai apparsa prima è Le cose cambiano, scritta da Luciano Ligabue e interpretata da Alberto Bertoli.
Alla fine dell'ultima traccia c'è una ghost track interpretata da Pierangelo Bertoli e Caterina Caselli, intitolata L'Erminia ai teimp Adree.

## Tracce
1. Nomadi – Pescatore (feat. Giulia) – 4:32
2. Nek – Chiama piano – 4:32
3. Andrea Parodi, Balentes e Mauro Pagani – Spunta la luna dal monte – 4:22
4. Avion Travel – Per te – 3:09
5. Stadio e Angelo Branduardi – Eppure soffia – 3:40
6. Gerardina Trovato – I miei pensieri sono tutti lì – 4:15
7. Enrico Ruggeri e Andrea Mirò – Il centro del fiume – 4:48
8. Alberto Bertoli – Le cose cambiano – 4:18 (testo: Luciano Ligabue)
9. Marco Masini – Voglia di libertà – 4:12
10. Aleandro Baldi – Per dirti t'amo – 3:21
11. Bruno Lauzi – Sera di Gallipoli – 4:21
12. Elio ed Istentales – Rosso colore – 5:44
13. Fiorello – A muso duro – 5:28
14. Marco Dieci – Ricordo in la maggiore (strumentale) – 6:01